# Vrij
Vrij ali moderno zvrt je aerodinamični pojav med letom letala, ki je posledica kombinacije izgube vzgona in bočnega drsenja. Do tega lahko pride nenamerno (zaradi letenja z bočnim drsenjem) ali namerno (akrobacije). Zaradi tega pride najprej do izgube vzgona na enem krilu, ki se zato spusti, drugo krilo pa se dvigne. Zaradi razlike v sili vzgona na krilih pride do vrtenja letala po nagibu (okrog vzdolžne osi), zaradi razlike v sili zračnega upora pa tudi do vrtenja letala po smeri (okrog navpične osi). Pri tem pride do avtorotacije, pri kateri letalo izgublja višino in se vrti okrog navpične osi v smeri krila, ki je izgubilo vzgon. Hitrost letala pri tem ostane konstantna.
Na obnašanje letala v zvrtu ima pomemben vpliv tudi položaj težišča letala. Letala, ki imajo težišče postavljeno bolj naprej (proti nosu), je težje uvesti v zvrt in lažje izvleči iz njega. Pri položaju težišča bolj nazaj je situacija ravno obratna. V primeru, da je težišče postavljeno močno nazaj (kot je to primer pri vojaških letalih), lahko pride do ploščatega zvrta, iz katerega je letalo brez dodatnih ukrepov (rakete, zaviralno padalo) praktično nemogoče rešiti.
Ker zvrt pomeni potencialno nevarno situacijo, je postopek prepoznavanja približevanja temu stanju in izvlačenje iz njega pomemben del šolanja pilotov. Kot preventiva je pri nizkih hitrostih letenja potrebno koordinirano letenje, kjer ni bočnega drsenja, kar je še posebej pomembno pri letu na majhnih višinah.
Letalo je iz zvrta možno izvleči na naslednji način:
- Višinsko krmilo vrniti v nevtralni položaj ali malenkost naprej
- Krilca vrniti v nevtralni položaj (pri nekaterih tipih letala zahtevan rahel odklon v smeri rotacije)
- Smerno krmilo odkloniti v nasprotno smer rotacije
- Vse komande držati v tem položaju, dokler se vrtenje ne ustavi in letalo pridobi zadostno hitrost